# Ashuganj
Ashuganj or Ashugonj (bengalisch আশুগঞ্জ) ist eine Stadt im Distrikt Brahmanbaria der Chittagong Division von Bangladesch im Delta des Flusses Meghna. Der Ort liegt auf einer Meereshöhe von nur ca. 10 Metern.

## Geographie
Die Stadt liegt auf dem Südufer des Meghna an einer leichten Flussbiegung, wo sich auch eine bewohnte Sandbank, Ashuganj Chor Sonarampur (আশুগঞ্জ চর সোনারামপুর) befindet. Im Scheitel der Flussbiegung stehen drei Brücken direkt nebeneinander: Syed Nazrul Islam Setu (মেঘনা সেতু সৈয়দ নজরুল ইসলাম সেতু – Meghna Bridge মেঘনা সেতু), Bhairab Rail Bridge (ভৈরব রেল সেতু) und Ashuganj – Bhairab 2nd Railway Bridge.
Die Stadt gehört zum Ashuganj Upazila. Sie zeichnet sich durch die wichtigen Durchgangsstraßen aus (N2, Dhaka – Jaflong) und die Eisenbahnlinie. Zum unmittelbaren Stadtgebiet gehört die Siedlung Char Chartola (চর চারতলা), nach Süden schließt sich Jatrapur (যাত্রাপুর) an. Auf dem gegenüberliegenden Ufer des Meghna liegt die Stadt Bhairab (ভৈরব বাজার, Bhairab Upazila).
Die Stadt ist bekannt für den Hafen Port of Ashuganj (আশুগঞ্জ বন্দর), wo ein Containerterminal im Bau ist. Das Kraftwerk Ashuganj Power Station Company Limited (আশুগঞ্জ পাওয়ার স্টেশন কোম্পানী লিমিটেড) produziert einen großen Teil der Elektrizität für das ganze Land und speziell für die Hauptstadt. Fast 25 % der elektrischen Kapazität wird in der Ashugonj Power Station generiert.
Eine weitere wichtige Industrieanlage ist die Düngemittelfabrik Zia Fertilizer Ltd und es gibt mehr als 500 Reismühlen, die ca. 40 % der nationalen Reisernte verarbeiten.
Die Transit Linie in Ashugonj verläuft bis nach Indien (43 km). Die Stadt ist auch ein wichtiger Zwischenhalt auf der Busroute von Dhaka nach Sylhet.
Oft kommt es zu Stromausfällen, aber ein Entwicklungshilfeprojekt unter Leitung des Japanischen Debt Relief Grant Aid soll die Stromversorgung zuverlässiger machen.